# Morteln
Morteln ist ein Wohnplatz in der Gemeinde Kürten im Rheinisch-Bergischen Kreis.

## Lage und Beschreibung
Der Ort liegt südlich von Wolfsorth.

## Geschichte
Aus der Charte des Herzogthums Berg 1789 von Carl Friedrich von Wiebeking geht hervor, dass Morteln zu dieser Zeit Teil der Oberhonschaft im Kirchspiel Kürten im Landgericht Kürten war. Er benennt den Ort als Morteln.
Unter der französischen Verwaltung zwischen 1806 und 1813 wurde das Amt Steinbach aufgelöst und Morteln wurde politisch der Mairie Kürten im Kanton Wipperfürth  im Arrondissement Elberfeld zugeordnet. 1816 wandelten die Preußen die Mairie zur Bürgermeisterei Kürten im Kreis Wipperfürth.
Morteln gehörte zu dieser Zeit zur Gemeinde Kürten.
Der Ort ist auf der Topographischen Aufnahme der Rheinlande von 1824 als Morteln und auf der Preußischen Uraufnahme von 1840 als Morteln verzeichnet.
Ab der Preußischen Neuaufnahme von 1892 ist er auf Messtischblättern regelmäßig als Morteln verzeichnet.
1822 lebten acht Menschen im als Haus kategorisierten und Morteln bezeichneten Ort.
Der Ort gehörte zu dieser Zeit zum Teil zur Gemeinde Kürten und zum Teil zur Gemeinde Olpe.

### Morteln (Kürten)
1830 hatte der Ort acht Einwohner und wurde mit Mortelen bezeichnet.
Der 1845 laut der Uebersicht des Regierungs-Bezirks Cöln als Hof kategorisierte Ort besaß zu dieser Zeit ein Wohnhaus. Zu dieser Zeit lebten 17 Einwohner im Ort, davon alle katholischen Bekenntnisses.
Die Gemeinde- und Gutbezirksstatistik der Rheinprovinz führt Morteln 1871 mit zwei Wohnhäusern und 16 Einwohnern auf.
Im Gemeindelexikon für die Provinz Rheinland von 1888 werden zwei Wohnhäuser mit 15 Einwohnern angegeben.
1895 hatte der Ort zwei Wohnhäuser und 13 Einwohner.
1905 besaß der Ort zwei Wohnhäuser und zehn Einwohner und gehörte konfessionell zum katholischen Kirchspiel Kürten.

### Morteln (Olpe)
1830 hatte der Ort 13 Einwohner.
Der 1845 laut der Uebersicht des Regierungs-Bezirks Cöln Ort besaß zu dieser Zeit zwei Wohnhäuser. Zu dieser Zeit lebten acht Einwohner im  genannten Ort, davon alle katholischen Bekenntnisses.
Die Gemeinde- und Gutbezirksstatistik der Rheinprovinz führt Morteln, 1871 mit zwei Wohnhäusern und acht Einwohnern auf.
Im Gemeindelexikon für die Provinz Rheinland von 1888 werden zwei Wohnhäuser mit zwölf Einwohnern angegeben.
1895 hatte der Ort zwei Wohnhäuser und elf Einwohner.
1905 besaß der Ort zwei Wohnhäuser und acht Einwohner und gehörte konfessionell zum katholischen Kirchspiel Kürten.

### 20. Jahrhundert
1927 wurden die Bürgermeisterei Kürten in das Amt Kürten überführt. In der Weimarer Republik wurden 1929 die Ämter Kürten mit den Gemeinden Kürten und Bechen und Olpe mit den Gemeinden Olpe und Wipperfeld zum Amt Kürten zusammengelegt. Der Kreis Wipperfürth ging am 1. Oktober 1932 in den Rheinisch-Bergischen Kreis mit Sitz in Bergisch Gladbach auf.
1975 entstand aufgrund des Köln-Gesetzes die heutige Gemeinde Kürten, zu der neben den Ämtern Kürten, Bechen und Olpe ein Teilgebiet der Stadt Bensberg mit Dürscheid und den umliegenden Gebieten kam.